# Садек Ларіджані
Садек Ардешір Амол Ларіджані (перс .: صادق اردشیر آملی لاریجانی, нар. 12 березня 1960, Ен-Наджаф, Ірак) — аятола, духовна особа, політик і нинішній глава судової системи Ірану.
Протягом 8 років Ларіджані був одним з 12 членів Ради охоронців конституції. 15 серпня 2009 року був призначений Верховним лідером Алі Хаменеї на пост глави судової системи Ірану. Ларіджані різко засудив протестувальників проти результатів президентських виборів 2009 року, назвавши протести «незаконними», а всі сумніви в достовірності результатів голосування «безпідставними».
Садек Ларіджані є одним з протеже Алі Хаменеї на пост нового рахбара, в разі смерті Верховного лідера Ірану.

## Життєпис
Садек Ларіджані — син аятоли Хашема Амолі і брат спікера іранського парламенту Алі Ларіджані.
Розпочав навчання в початковій школі в 1966 році. В 1977 році закінчив середню школу. Після цього почав навчання в семінарії в Кумі. В 1989 році розпочав навчання в університеті. Був науковим співробітником в Університеті Кума та викладав курси з теології та порівняльної філософії.
Садек Ларіджані вільно говорить трьома мовами: перською, арабською та англійською.
Ларіджані був одним з 12 членів Ради вартових Ісламської Республіки Іран протягом восьми років. Був призначений головою судової системи Ірану Верховним лідером Алі Хаменеї 14 серпня 2009 року. Перебування Ларіджані на посаді головного судді Ірану, закінчилося 7 березня 2019 року, коли верховний лідер Алі Хаменей призначив Ібрагіма Райсі.
24 березня 2012 року Садек Ларіджані за порушення прав людини був внесений до списку осіб, які перебувають під санкціями ЄС. Згідно з постановою ЄС, «глава судової системи повинен підписатися під кожною qisas (карою), hodoud (злочином проти Бога) і ta'zirat (злочином проти держави) і понести покарання. Це стосується винесених смертних вироків, побиття ув'язнених і ампутацій кінцівок. Він особисто підписав безліч смертних вироків, що суперечать міжнародним стандартам, включаючи побиття камінням, повішення, страти неповнолітніх, а також публічні страти. Він також дозволив тілесні покарання, такі як відсікання кінцівок і випалювання очей ув'язнених кислотою. З призначенням на посаду глави судової системи Садека Ларіджані значно збільшилася кількість арештів політичних активістів, правозахисників і представників меншин. Також з 2009 року зросла кількість страт. Садек Ларіджані несе відповідальність за систематичне недотримання іранськими органами юстиції права на справедливий судовий розгляд».